# Dada Life

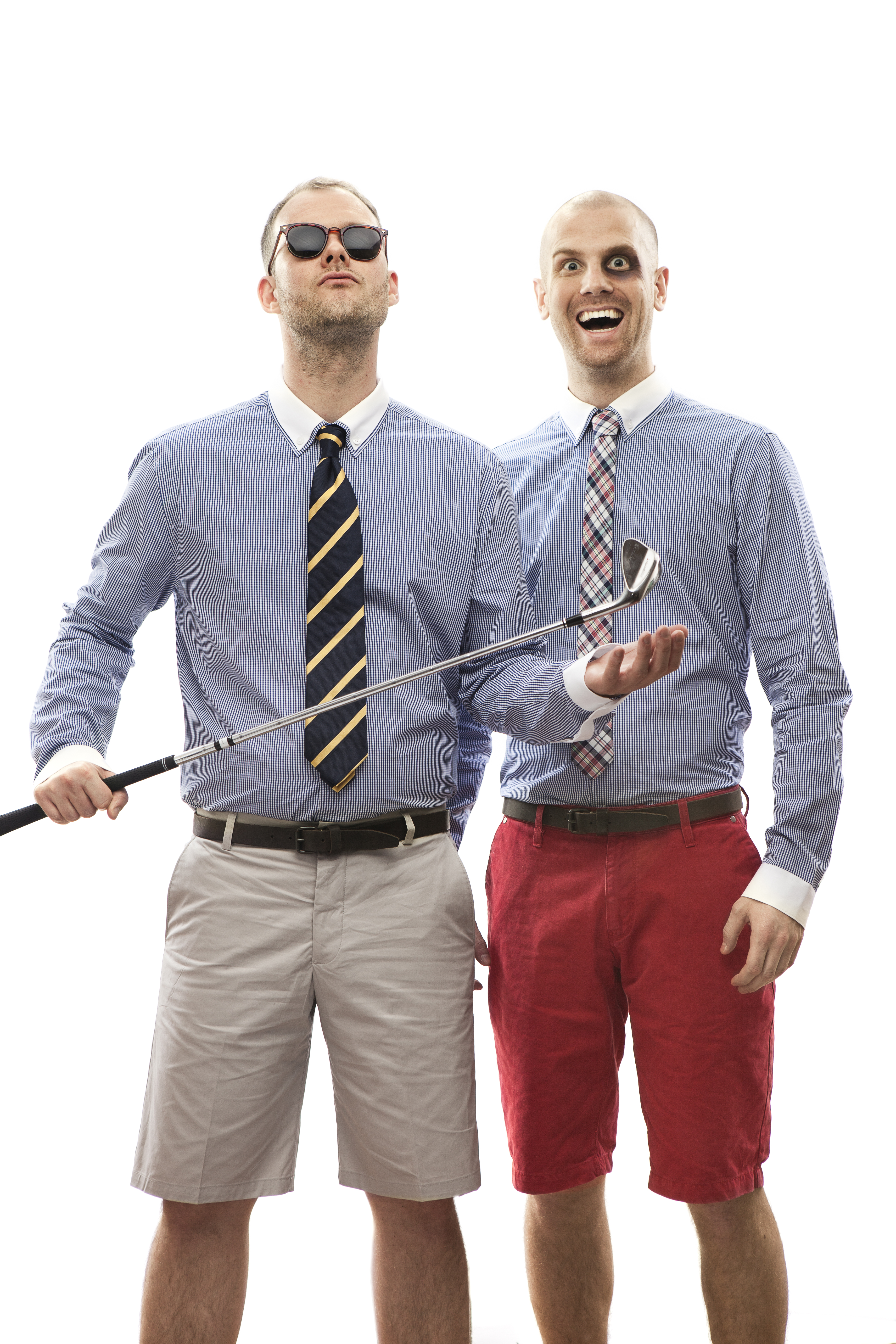
Dada Life

Dada Life este un duo suedez Electro House, format din Olle Corneer și Stefan Engblom în 2006.

## Carieră
În 2010, Dada Life s-au clasat pe #89 în Top 100 DJ Magazine, lista celor mai populari DJ. Popularitatea Dada Life a escaladat în mod semnificativ în următorii doi ani: în 2011 a avansat pe #38 și #24 în anul 2012. Unele dintre cele mai mari hit-uri Dada Life până în prezent includ: "Rolling Stones T-shirt", "Happy Violence", "Kick Out The Epic Motherf*cker", "Unleash the F*cking Dada", "White Noise/Red Meat", "Feed The Dada", și remixurile lor "Dynasty" și "Llove" de Kaskade (feat Haley), "Big Bad Wolf" de Duck Sauce, "Who Is Ready To Jump" de Chuckie, și "Prutataaa" de Afrojack și R3hab. Dada Life frecvent i-a titluri la două cele mai mari festivaluri electronice din America de Nord: Electric Daisy Carnavalul și Ultra Music Festival.

## Discografie

### Albume
- 2009: Just Do the Dada
- 2010: Just Do the Dada
- 2012: The Rules of Dada

### Single-uri
Charting
| An   | Single                            | Poziție | Poziție | Poziție  | Poziție | Album             |
| An   | Single                            | SUE     | IRL     | BEL (Vl) | POR     | Album             |
| ---- | --------------------------------- | ------- | ------- | -------- | ------- | ----------------- |
| 2008 | "Fun Fun Fun"                     | —       | —       | 12       | —       | Just Do the Dada  |
| 2009 | "Happy Hands & Happy Feet"        | —       | —       | 49       | —       | Just Do the Dada  |
| 2009 | "Let's Get Bleeped Tonight"       | —       | —       | 69       | —       | Just Do the Dada  |
| 2010 | "Tomorrow (Give In to the Night)" | —       | —       | 16       | 48      | Single fără album |
| 2011 | "Kick Out the Epic Motherfucker"  | 18      | 42      | 95       | —       | The Rules of Dada |
| 2011 | "Unleash the F**king Dada"        | —       | —       | 64       | —       | The Rules of Dada |
| 2012 | "Feed the Dada"                   | 32      | —       | 103      | —       | The Rules of Dada |
| 2013 | "So Young So High"                | —       | —       | —        | —       | The Rules of Dada |